# 川田清貴
川田 清貴（かわだ きよたか、1976年または1977年 - ）は日本の音響効果技師。
2013年まではスワラ・プロに所属していた。

## 担当作品
- デート・ア・ライブII
- うたわれるもの 偽りの仮面
- アカメが斬る!
- 蟲師 続章
- テイルズ オブ ゼスティリア ザ クロス
- スクールガールストライカーズ
- ピアシェ〜私のイタリアン〜
- リトルウィッチアカデミア
- THE REFLECTION
- 私に天使が舞い降りた!
- 絶望の怪物
- 恋する小惑星
- 痛いのは嫌なので防御力に極振りしたいと思います。
- 魔王学院の不適合者 〜史上最強の魔王の始祖、転生して子孫たちの学校へ通う〜
- 宇崎ちゃんは遊びたい!
- STEINS;GATE聡明叡智のコグニティブ・コンピューティング
- 世界最高の暗殺者、異世界貴族に転生する
- 賢者の弟子を名乗る賢者
- マイホームヒーロー[1]
- NieR:Automata Ver1.1a
- HIGHSPEED Étoile
- ゲーセン少女と異文化交流[2]
- 俺は星間国家の悪徳領主!